# A kis Valentino
A kis Valentino (en hongarès Petit Valentino) és una pel·lícula dramàtica hongaresa en blanc i negre del 1979 dirigida per András Jeles a partir d'un guió escrit per ell i Zsuzsa Tóth. Fou protagonitzada per János Opoczki, István Iványi, József Farkas, Dénes Ladányi i Bélán Székács. La pel·lícula es va projectar als cinemes el 8 de novembre de 1979 i va ser estrenada en DVD el 13 de novembre de 2013 per l'Institut Nacional de Cinema i Arxiu Digital d'Hongria.

## Sinopsi
László Sz és un jove de vint anys que serveix de conductor d'una cooperativa al voltant de Pest. Un dia, però, no renunciarà a l'import que li acaben d'encarregar a l'oficina de correus, 15.000 HUF, sinó que el guardarà per ell mateix. László es llança vergonyosament a gastar els diners i gaudir de les coses que no podia a causa dels seus ingressos. Tanmateix, això no li reporta cap satisfacció i al final del dia sent que la seva vida és tan buida i inútil com sempre.

## Repartiment
- János Opoczki ... 	Sz. László
- István Iványi ... 	Józsikám
- József Farkas ... 	Idõ's taxis
- Dénes Ladányi ... 	Dénes, amic de László
- Belane Szekacs ... 	Amál
- Ferencné Lévai ... 	Irén
- Sándorné Árpa ... 	Mare de László
- Iván Molnár 	... 	Sr. Frész
- Oszkár Ipacs 	... 	Quiosquer

## Premis
Als Premis de la Crítica Cinematogràfica Hongaresa de 1980 va rebre el guardó al millor director de cinema debutant.